# Paul Roche-Ponthus
 (janvier 2009).
Améliorez-le ou discutez des points à vérifier. 
 (janvier 2009).
Si vous disposez d'ouvrages ou d'articles de référence ou si vous connaissez des sites web de qualité traitant du thème abordé ici, merci de compléter l'article en donnant les références utiles à sa vérifiabilité et en les liant à la section « Notes et références ».
Paul Roche-Ponthus, né Paul Louis Roche le 5 juin 1919 à Saint-Germain-au-Mont-d'Or dans le Rhône et mort le 7 janvier 2009 à Ambierle dans la Loire, est un peintre français.

## Biographie
Paul Roche-Ponthus passe une partie de son enfance en Indochine avant d'effectuer ses études d'architecte à l'École des beaux-arts de Paris de 1939 à 1944. Il fait un passage aux Ateliers d'art sacré en 1945-1947. Sa découverte de l'œuvre de Paul Cézanne à l'exposition de Lyon en 1939, et de celle du Titien au musée du Louvre sont déterminantes. Inspiré par les œuvres des grands maîtres, comme L'Homme au gant, Flore (Titien), Le Vase bleu (Cézanne), Les Demoiselles d'Avignon (Picasso), L'Atelier rouge (Matisse), il base son travail sur une démarche qu'il voulait plus scientifique qu'artistique.
Ses tableaux peuvent être considérés comme les jalons de cette recherche et sont construits au moyen d'éléments plastiques les plus simples : la surface, la ligne, le point. Toutes en cohérence les unes avec les autres de 1954 à 2009, ses œuvres n'étaient pas destinées dans son esprit à s'accumuler mais à faire émerger les quelques-unes d'entre elles qui rendraient le mieux compte de sa recherche[pas clair]. Quoique théoriquement étrangères aux développements de l'art concret et de l'art minimal, elles s'en apparentent néanmoins formellement et ont été exposées dans les années 1970 et 1980 dans quelques-unes des institutions les plus en vue de l'art contemporain : au Musée d'art moderne de Saint-Étienne dès 1973, au « Coin du miroir » (prémices du Consortium de Dijon) dès 1978, au nouveau musée de Villeurbanne en 1982-1983, à l'auditorium Maurice-Ravel de Lyon dans le cadre d'octobre des arts 1987 (préfiguration de l'actuelle biennale d'art contemporain), au FRAC Rhône-Alpes à partir de 1985.
Les œuvres de Roche-Ponthus sont conservées dans la plupart de ces institutions, au Fonds national d'art contemporain (FNAC), au musée Joseph Déchelette de Roanne, au musée des Ursulines (Mâcon) de Mâcon, à l'artothèque de Villeurbanne, au musée d'art contemporain de Lyon  et dans une quinzaine de collections privées[réf. nécessaire]. Une commande publique lui a été passée en 1988 qui a donné lieu à une œuvre aujourd'hui toujours en place dans le hall du théâtre de Roanne.
Quelques heures avant son décès, il a encore demandé de noter une pensée[réf. nécessaire] : « Ces œuvres existent par elles-mêmes en fondant leur propre réalité. »[C'est-à-dire ?]